# لوچیکا (آلکسیناتس)
لوچیکا (به صربی: Loćika) یک منطقهٔ مسکونی در صربستان است که در الکسیناتس واقع شده‌است. لوچیکا ۳۸۰ نفر جمعیت دارد.